# Olympische Jugend-Winterspiele 2024/Teilnehmer (Andorra)
| Gelbes Symbol für Goldmedaillen mit stilisierten Olympischen Ringen | Graues Symbol für Silbermedaillen mit stilisierten Olympischen Ringen | Braundes Symbol für Bronzemedaillen mit stilisierten Olympischen Ringen |
| ------------------------------------------------------------------- | --------------------------------------------------------------------- | ----------------------------------------------------------------------- |
| —                                                                   | —                                                                     | —                                                                       |

Andorra nahm an den Olympischen Jugend-Winterspielen 2024 in der südkoreanischen Provinz Gangwon mit einem Athleten teil.

## Teilnehmer nach Sportart

### Ski Alpin
| Athleten                  | Wettbewerb         | Lauf 1  | Lauf 1 | Lauf 2  | Lauf 2 | Gesamt      | Gesamt |
| Athleten                  | Wettbewerb         | Zeit    | Rang   | Zeit    | Rang   | Zeit        | Rang   |
| ------------------------- | ------------------ | ------- | ------ | ------- | ------ | ----------- | ------ |
| Männer                    |                    |         |        |         |        |             |        |
| Salvador Cornella Guitart | Super-G            | —       | —      | —       | —      | 56,58 s     | 30     |
| Salvador Cornella Guitart | Alpine Kombination | 56,48 s | 29     | 56,45 s | 18     | 1:52,93 min | 23     |
| Salvador Cornella Guitart | Riesenslalom       | 52,85 s | 40     | 48,78 s | 32     | 1:41,63 min | 31     |
| Salvador Cornella Guitart | Slalom             | 49,77 s | 28     | DNF     | DNF    | DNF         | DNF    |